# Primetime Emmy-díj a legjobb vendégszínésznek (drámasorozat)
A legjobb vendégszínésznek (drámasorozat) járó Primetime Emmy-díjat évente adja át az Academy of Television Arts & Sciences (ATAS), elismerve azon férfiszínészeket, akik vendégszereplőként főműsoridős drámasorozatban nyújtottak kiemelkedő alakítást.
Elsőként a 27. Primetime Emmy-gálán osztották ki, Patrick McGoohan vehette át a kitüntetést. A díj elnevezése többször is módosult, 1989-ben vált szét nemek szerint két kategóriára.
A legtöbbször, két-két alkalommal Charles S. Dutton, John Lithgow, Ron Cephas Jones és Patrick McGoohan szerezte meg az elismerést. A legtöbb, összesen hét jelölést Michael J. Fox kapta (ebből egy győzelemmel).
A televíziós műsorok közül az Ügyvédek a csúcstartó, tizenegy jelölésből hat győzelemmel. A legtöbb (14 db) jelölést a Vészhelyzet szerezte (mindössze egyetlen győzelemmel).

## Győztesek és jelöltek
Győztes színész

### 1970-es évek
|                                                                                  | Patrick McGoohan                     | Lyle C. Rumford ezredes                             | Columbo: Hajnali derengés                        | NBC |
| Lew Ayres                                                                        | Beaumont                             | Kung Fu                                             | ABC                                              |     |
| Harold Gould                                                                     | Andrea Basic                         | Police Story                                        | NBC                                              |     |
| Harry Morgan                                                                     | Bartford Hamilton Steele vezérőrnagy | M*A*S*H                                             | CBS                                              |     |
| 1976 28. gála                                                                    |                                      |                                                     |                                                  |     |
| Férfi főszereplő kiemelkedő egyszeri alakítása (dráma- vagy vígjátéksorozat)     |                                      |                                                     |                                                  |     |
|                                                                                  | Ed Asner                             | Axel Jordache                                       | Gazdag ember, szegény ember (Rich Man, Poor Man) | ABC |
| Bill Bixby                                                                       | Eric Doyle                           | San Francisco utcáin (The Streets of San Francisco) | ABC                                              |     |
| Tony Musante                                                                     | Dr. Paul Brandon                     | Medical Story                                       | NBC                                              |     |
| Robert Reed                                                                      | Dr. Pat Caddison                     | Medical Center                                      | CBS                                              |     |
| Férfi mellékszereplő kiemelkedő egyszeri alakítása (dráma- vagy vígjátéksorozat) |                                      |                                                     |                                                  |     |
|                                                                                  | Gordon Jackson                       | Hudson                                              | Upstairs, Downstairs                             | PBS |
| Bill Bixby                                                                       | Willie Abbott                        | Gazdag ember, szegény ember (Rich Man, Poor Man)    | ABC                                              |     |
| Norman Fell                                                                      | Smitty                               | Gazdag ember, szegény ember (Rich Man, Poor Man)    | ABC                                              |     |
| Van Johnson                                                                      | Marsh Goodwin                        | Gazdag ember, szegény ember (Rich Man, Poor Man)    | ABC                                              |     |
| Roscoe Lee Browne                                                                | Charlie Jeffers                      | Barney Miller                                       | ABC                                              |     |
| 1977 29. gála                                                                    |                                      |                                                     |                                                  |     |
| Férfi főszereplő kiemelkedő egyszeri alakítása (dráma- vagy vígjátéksorozat)     |                                      |                                                     |                                                  |     |
|                                                                                  | Louis Gossett Jr.                    | Fiddler                                             | Gyökerek (Roots)                                 | ABC |
| John Amos                                                                        | Toby                                 | Gyökerek (Roots)                                    | ABC                                              |     |
| LeVar Burton                                                                     | Kunta Kinte                          | Gyökerek (Roots)                                    | ABC                                              |     |
| Ben Vereen                                                                       | "Chicken" George Moore               | Gyökerek (Roots)                                    | ABC                                              |     |
| Férfi mellékszereplő kiemelkedő egyszeri alakítása (dráma- vagy vígjátéksorozat) |                                      |                                                     |                                                  |     |
|                                                                                  | Ed Asner                             | Davies százados                                     | Gyökerek (Roots)                                 | ABC |
| Charles Durning                                                                  | Billy Rice                           | Captains and the Kings                              | NBC                                              |     |
| Moses Gunn                                                                       | Kintango                             | Gyökerek (Roots)                                    | ABC                                              |     |
| Robert Reed                                                                      | Dr. William Reynolds                 | Gyökerek (Roots)                                    | ABC                                              |     |
| Ralph Waite                                                                      | Third mate Slater                    | Gyökerek (Roots)                                    | ABC                                              |     |
| 1978 30. gála                                                                    |                                      |                                                     |                                                  |     |
| Férfi főszereplő kiemelkedő egyszeri alakítása (dráma- vagy vígjátéksorozat)     |                                      |                                                     |                                                  |     |
|                                                                                  | Barnard Hughes                       | Felix Rushman bíró                                  | Lou Grant                                        | CBS |
| David Cassidy                                                                    | Dan Shay rendőrtiszt                 | Police Woman                                        | NBC                                              |     |
| Keenan Wynn                                                                      | Ben Fletcher                         | Police Woman                                        | NBC                                              |     |
| Will Geer                                                                        | Franklyn Bootherstone                | Szerelemhajó (The Love Boat)                        | ABC                                              |     |
| Judd Hirsch                                                                      | Mike Andretti                        | Rhoda                                               | CBS                                              |     |
| John Rubinstein                                                                  | Jeff Maitland                        | Family                                              | ABC                                              |     |
| Férfi mellékszereplő kiemelkedő egyszeri alakítása (dráma- vagy vígjátéksorozat) |                                      |                                                     |                                                  |     |
|                                                                                  | Ricardo Montalbán                    | Satangkai                                           | How the West Was Won                             | ABC |
| Will Geer                                                                        | Santa Claus                          | Eight is Enough                                     | ABC                                              |     |
| Larry Gelman                                                                     | Edward Sellers                       | Barney Miller                                       | ABC                                              |     |
| Harold Gould                                                                     | Martin Morgenstern                   | Rhoda                                               | CBS                                              |     |
| Abe Vigoda                                                                       | Phil Fish nyomozó                    | Barney Miller                                       | ABC                                              |     |

### 1980-as évek
| Év                                       | Színész                                 | Színész                                 | Szerep                                  | Magyar cím                              | Eredeti cím                             | Adó                                     |
| Kiemelkedő vendégelőadó drámasorozatban  | Kiemelkedő vendégelőadó drámasorozatban | Kiemelkedő vendégelőadó drámasorozatban | Kiemelkedő vendégelőadó drámasorozatban | Kiemelkedő vendégelőadó drámasorozatban | Kiemelkedő vendégelőadó drámasorozatban | Kiemelkedő vendégelőadó drámasorozatban |
| 1986 38. gála                            |                                         |                                         |                                         |                                         |                                         |                                         |
| ---------------------------------------- | --------------------------------------- | --------------------------------------- | --------------------------------------- | --------------------------------------- | --------------------------------------- | --------------------------------------- |
| 1986 38. gála                            |                                         | John Lithgow                            | John Walters                            |                                         | Amazing Stories                         | NBC                                     |
| 1986 38. gála                            | Whoopi Goldberg                         | Camille                                 | A simlis és a szende                    | Moonlighting                            | ABC                                     |                                         |
| 1986 38. gála                            | Edward Herrmann                         | Joseph McCabe atya                      | Egy kórház magánélete                   | St. Elsewhere                           | NBC                                     |                                         |
| 1986 38. gála                            | Peggy McCay                             | Mrs. Carruthers                         | Cagney és Lacey                         | Cagney & Lacey                          | CBS                                     |                                         |
| 1986 38. gála                            | James Stacy                             | Ted Peters                              | Cagney és Lacey                         | Cagney & Lacey                          | CBS                                     |                                         |
| 1987 39. gála                            |                                         |                                         |                                         |                                         |                                         |                                         |
|                                          | Alfre Woodard                           | Adrianne Moore                          |                                         | L.A. Law                                | NBC                                     |                                         |
| Steve Allen                              | Lech Osoranski                          | Egy kórház magánélete                   | St. Elsewhere                           | NBC                                     |                                         |                                         |
| Edward Herrmann                          | Joseph McCabe atya                      | Egy kórház magánélete                   | St. Elsewhere                           | NBC                                     |                                         |                                         |
| Jayne Meadows                            | Olga Osoranski                          | Egy kórház magánélete                   | St. Elsewhere                           | NBC                                     |                                         |                                         |
| Jeanne Cooper                            | Gladys Becker                           |                                         | L.A. Law                                | NBC                                     |                                         |                                         |
| 1988 40. gála                            |                                         |                                         |                                         |                                         |                                         |                                         |
|                                          | Shirley Knight                          | Ruth Murdock                            |                                         | thirtysomething                         | ABC                                     |                                         |
| Imogene Coca                             | Clara DiPesto                           | A simlis és a szende                    | Moonlighting                            | ABC                                     |                                         |                                         |
| Lainie Kazan                             | Frieda Fiscus                           | Egy kórház magánélete                   | St. Elsewhere                           | NBC                                     |                                         |                                         |
| Alfre Woodard                            | Dr. Roxanne Turner                      | Egy kórház magánélete                   | St. Elsewhere                           | NBC                                     |                                         |                                         |
| Gwen Verdon                              | Catherine Peters                        | Magnum                                  | Magnum, P.I.                            | CBS                                     |                                         |                                         |
| Kiemelkedő vendégszínész drámasorozatban |                                         |                                         |                                         |                                         |                                         |                                         |
| 1989 41. gála                            |                                         |                                         |                                         |                                         |                                         |                                         |
|                                          | Joe Spano                               | John Saringo                            |                                         | Midnight Caller                         | NBC                                     |                                         |
| Peter Boyle                              | J.J. Kilian                             |                                         | Midnight Caller                         | NBC                                     |                                         |                                         |
| Jack Gilford                             | idős úriember                           |                                         | Thirtysomething                         | ABC                                     |                                         |                                         |
| Michael Moriarty                         | Wayne Virgil                            |                                         | The Equalizer                           | CBS                                     |                                         |                                         |
| Edward Woodward                          | Drummond                                | Alfred Hitchcock bemutatja              | Alfred Hitchcock Presents               | USA                                     |                                         |                                         |

### 1990-es évek
| Év                    | Színész                   | Színész                                  | Szerep                                         | Magyar cím                                 | Eredeti cím                | Adó |
| 1990 42. gála         |                           |                                          |                                                |                                            |                            |     |
| --------------------- | ------------------------- | ---------------------------------------- | ---------------------------------------------- | ------------------------------------------ | -------------------------- | --- |
| 1990 42. gála         |                           | Patrick McGoohan                         | Oscar Finch                                    | Columbo: Egy falatka sajt                  | Columbo: Agenda for Murder | ABC |
| 1990 42. gála         | Peter Frechette           | Peter Montefiore                         |                                                | Thirtysomething                            | ABC                        |     |
| 1990 42. gála         | Harold Gould              | az öregember                             | Ray Bradbury színháza                          | The Ray Bradbury Theatre                   | USA                        |     |
| 1990 42. gála         | William Hickey            | Carlton Webber                           | Mesék a kriptából                              | Tales from the Crypt                       | HBO                        |     |
| 1990 42. gála         | Bruce Weitz               | Ed Adderly őrmester                      |                                                | Midnight Caller                            | NBC                        |     |
| 1991 43. gála         |                           |                                          |                                                |                                            |                            |     |
|                       | David Opatoshu            | Max Goldstein                            |                                                | Gabriel's Fire                             | ABC                        |     |
| Dabney Coleman        | Hugh Creighton            | Columbo: Columbo és a rocksztár gyilkosa | Columbo: Columbo and the Murder of a Rock Star | ABC                                        |                            |     |
| Peter Coyote          | Romney Penhallow          | Váratlan utazás                          | Road to Avonlea                                | Disney                                     |                            |     |
| John Glover           | Dr. Paul Kohler           |                                          | L.A. Law                                       | NBC                                        |                            |     |
| 1992 44. gála         |                           |                                          |                                                |                                            |                            |     |
|                       | Christopher Lloyd         | Alistair Dimple                          | Váratlan utazás                                | Road to Avonlea                            | Disney Channel             |     |
| Kirk Douglas          | Calthrob tábornok         | Mesék a kriptából                        | Tales from the Crypt                           | HBO                                        |                            |     |
| Richard Kiley         | Doug Spaulding            | Ray Bradbury színháza                    | The Ray Bradbury Theater                       | USA                                        |                            |     |
| Harrison Page         | Walters tiszteletes       | Quantum Leap – Az időutazó               | Quantum Leap                                   | NBC                                        |                            |     |
| Jimmy Smits           | Victor Sifuentes          |                                          | L.A. Law                                       | NBC                                        |                            |     |
| 1993 45. gála         |                           |                                          |                                                |                                            |                            |     |
|                       | Laurence Fishburne        | Martin McHenry                           |                                                | TriBeCa                                    | Fox                        |     |
| Adam Arkin            | Adam                      | Miért éppen Alaszka?                     | Northern Exposure                              | CBS                                        |                            |     |
| John Glover           | Dennis Atwood             |                                          | Crime & Punishment                             | NBC                                        |                            |     |
| Michael Jeter         | Peter Lebeck              | Kisvárosi rejtélyek                      | Picket Fences                                  | CBS                                        |                            |     |
| Richard Kiley         | Hayden Langston           | Kisvárosi rejtélyek                      | Picket Fences                                  | CBS                                        |                            |     |
| 1994 46. gála         |                           |                                          |                                                |                                            |                            |     |
|                       | Richard Kiley             | Hayden Langston                          | Kisvárosi rejtélyek                            | Picket Fences                              | CBS                        |     |
| Tim Curry             | apa / anya / nővér / lány | Mesék a kriptából                        | Tales from the Crypt                           | HBO                                        |                            |     |
| Dan Hedaya            | Lou a vérfarkas           | New York rendőrei                        | NYPD Blue                                      | ABC                                        |                            |     |
| James Earl Jones      | Bryant Thomas ügyvéd      | Kisvárosi rejtélyek                      | Picket Fences                                  | CBS                                        |                            |     |
| Robin Williams        | Robert Ellison            | Gyilkos utcák                            | Homicide: Life on the Street                   | NBC                                        |                            |     |
| 1995 47. gála         |                           |                                          |                                                |                                            |                            |     |
|                       | Paul Winfield             | Harold Nancen bíró                       | Kisvárosi rejtélyek                            | Picket Fences                              | CBS                        |     |
| Milton Berle          | Saul Howard               | Beverly Hills 90210                      | Beverly Hills, 90210                           | Fox                                        |                            |     |
| Beau Bridges          | Simon Kress               | Végtelen határok                         | The Outer Limits                               | Showtime                                   |                            |     |
| Vondie Curtis-Hall    | Rena                      | Vészhelyzet                              | ER                                             | NBC                                        |                            |     |
| Alan Rosenberg        | Sam Gasner                | Vészhelyzet                              | ER                                             | NBC                                        |                            |     |
| 1996 48. gála         |                           |                                          |                                                |                                            |                            |     |
|                       | Peter Boyle               | Clyde Bruckman                           | X-akták: Clyde Bruckman végső nyugalma         | The X-Files: Clyde Bruckman's Final Repose | Fox                        |     |
| Danny Glover          | Philip Marlowe            | Bukott angyalok                          | Fallen Angels                                  | Showtime                                   |                            |     |
| Michael Jeter         | Bob Ryan                  | Chicago Hope Kórház                      | Chicago Hope                                   | CBS                                        |                            |     |
| Richard Pryor         | Joe Springer              | Chicago Hope Kórház                      | Chicago Hope                                   | CBS                                        |                            |     |
| Rip Torn              | Warren Schutt             | Chicago Hope Kórház                      | Chicago Hope                                   | CBS                                        |                            |     |
| 1997 49. gála         |                           |                                          |                                                |                                            |                            |     |
|                       | Pruitt Taylor Vince       | Clifford Banks                           |                                                | Murder One                                 | ABC                        |     |
| Alan Arkin            | Zoltan Karpathein         | Chicago Hope Kórház                      | Chicago Hope                                   | CBS                                        |                            |     |
| Louis Gossett Jr.     | Anderson Walker           | Angyali érintés                          | Touched by an Angel                            | CBS                                        |                            |     |
| William H. Macy       | Dr. Morgenstern           | Vészhelyzet                              | ER                                             | NBC                                        |                            |     |
| Ewan McGregor         | Duncan Stewart            | Vészhelyzet                              | ER                                             | NBC                                        |                            |     |
| 1998 50. gála         |                           |                                          |                                                |                                            |                            |     |
|                       | John Larroquette          | Joey Heric                               | Ügyvédek                                       | The Practice                               | ABC                        |     |
| Bruce Davison         | Jake                      | Angyali érintés                          | Touched by an Angel                            | CBS                                        |                            |     |
| Vincent D’Onofrio     | John Lange                | Gyilkos utcák                            | Homicide: Life on the Street                   | NBC                                        |                            |     |
| Charles Durning       | Thomas Finnegan           | Gyilkos utcák                            | Homicide: Life on the Street                   | NBC                                        |                            |     |
| Charles Nelson Reilly | Jose Chung                | Millennium                               | Millennium                                     | Fox                                        |                            |     |
| 1999 51. gála         |                           |                                          |                                                |                                            |                            |     |
|                       | Edward Herrmann           | Anderson Pearson ügyvéd                  | Ügyvédek                                       | The Practice                               | ABC                        |     |
| Tony Danza            | Tommy Silva               | Ügyvédek                                 | The Practice                                   | ABC                                        |                            |     |
| Charles S. Dutton     | Alvah Case                | Oz                                       | Oz                                             | HBO                                        |                            |     |
| John Heard            | Vin Makazian nyomozó      | Maffiózók                                | The Sopranos                                   | HBO                                        |                            |     |
| Mandy Patinkin        | Dr. Jeffery Geiger        | Chicago Hope Kórház                      | Chicago Hope                                   | CBS                                        |                            |     |

1. ↑  Christopher Lloyd a legjobb férfi főszereplő (drámasorozat) kategóriában kapott díjat vendégszerepléséért.
2. ↑  Kirk Douglas a legjobb férfi főszereplő (drámasorozat) kategóriában kapott jelölést vendégszerepléséért.
3. ↑  Richard Kiley a legjobb férfi mellékszereplő (drámasorozat) kategóriában kapott jelölést vendégszerepléséért.
4. ↑  Harrison Page a legjobb férfi főszereplő (drámasorozat) kategóriában kapott jelölést vendégszerepléséért.
5. ↑  Jimmy Smits a legjobb férfi mellékszereplő (drámasorozat) kategóriában kapott jelölést vendégszerepléséért.

### 2000-es évek
| Év                  | Színész               | Színész                                  | Szerep                            | Magyar cím                    | Eredeti cím  | Adó |
| 2000 52. gála       |                       |                                          |                                   |                               |              |     |
| ------------------- | --------------------- | ---------------------------------------- | --------------------------------- | ----------------------------- | ------------ | --- |
| 2000 52. gála       |                       | James Whitmore                           | Raymond Oz                        | Ügyvédek                      | The Practice | ABC |
| 2000 52. gála       | Alan Alda             | Dr. Gabriel Lawrence                     | Vészhelyzet                       | ER                            | NBC          |     |
| 2000 52. gála       | Paul Dooley           | Philip Swackhein bíró                    | Ügyvédek                          | The Practice                  | ABC          |     |
| 2000 52. gála       | Henry Winkler         | Henry Olson                              | Ügyvédek                          | The Practice                  | ABC          |     |
| 2000 52. gála       | Kirk Douglas          | Ross Burger                              | Angyali érintés                   | Touched by an Angel           | CBS          |     |
| 2001 53. gála       |                       |                                          |                                   |                               |              |     |
|                     | Michael Emerson       | William Hinks                            | Ügyvédek                          | The Practice                  | ABC          |     |
| René Auberjonois    | Mantz bíró            | Ügyvédek                                 | The Practice                      | ABC                           |              |     |
| James Cromwell      | Lionel Stewart püspök | Vészhelyzet                              | ER                                | NBC                           |              |     |
| Patrick Dempsey     | Aaron Brooks          | Még egyszer és újra                      | Once and Again                    | ABC                           |              |     |
| Oliver Platt        | Oliver Babish         | Az elnök emberei                         | The West Wing                     | NBC                           |              |     |
| 2002 54. gála       |                       |                                          |                                   |                               |              |     |
|                     | Charles S. Dutton     | Leonard Marshall                         | Ügyvédek                          | The Practice                  | ABC          |     |
| Mark Harmon         | Simon Donovan ügynök  | Az elnök emberei                         | The West Wing                     | NBC                           |              |     |
| John Larroquette    | Joey Heric            | Ügyvédek                                 | The Practice                      | ABC                           |              |     |
| Tim Matheson        | John Hoynes alelnök   | Az elnök emberei                         | The West Wing                     | NBC                           |              |     |
| Ron Silver          | Bruno Giannelli       | Az elnök emberei                         | The West Wing                     | NBC                           |              |     |
| 2003 55. gála       |                       |                                          |                                   |                               |              |     |
|                     | Charles S. Dutton     | Chet Collins                             | Nyomtalanul                       | Without a Trace               | CBS          |     |
| Don Cheadle         | Paul Nathan           | Vészhelyzet                              | ER                                | NBC                           |              |     |
| James Cromwell      | George Sibley         | Sírhant művek                            | Six Feet Under                    | HBO                           |              |     |
| Tim Matheson        | John Hoynes alelnök   | Az elnök emberei                         | The West Wing                     | NBC                           |              |     |
| Matthew Perry       | Joe Quincy            | Az elnök emberei                         | The West Wing                     | NBC                           |              |     |
| James Whitmore      | Bill Sterling Sr.     | Mister Sterling                          | Mister Sterling                   | NBC                           |              |     |
| 2004 56. gála       |                       |                                          |                                   |                               |              |     |
|                     | William Shatner       | Denny Crane                              | Ügyvédek                          | The Practice                  | ABC          |     |
| James Earl Jones    | Will Cleveland        | Everwood                                 | Everwood                          | The WB                        |              |     |
| Martin Landau       | Frank Malone          | Nyomtalanul                              | Without a Trace                   | CBS                           |              |     |
| Bob Newhart         | Ben Hollander         | Vészhelyzet                              | ER                                | NBC                           |              |     |
| Matthew Perry       | Joe Quincy            | Az elnök emberei                         | The West Wing                     | NBC                           |              |     |
| 2005 57. gála       |                       |                                          |                                   |                               |              |     |
|                     | Ray Liotta            | Charlie Metcalf                          | Vészhelyzet                       | ER                            | NBC          |     |
| Red Buttons         | Jules 'Ruby' Rubadoux | Vészhelyzet                              | ER                                | NBC                           |              |     |
| Ossie Davis         | Melvin Porter         | L                                        | The L Word                        | Showtime                      |              |     |
| Charles Durning     | Ernie Yost            | NCIS                                     | NCIS                              | CBS                           |              |     |
| Martin Landau       | Frank Malone          | Nyomtalanul                              | Without a Trace                   | CBS                           |              |     |
| 2006 58. gála       |                       |                                          |                                   |                               |              |     |
|                     | Christian Clemenson   | Jerry Espenson                           | Boston Legal – Jogi játszmák      | Boston Legal                  | ABC          |     |
| Kyle Chandler       | Dylan Young           | A Grace klinika                          | Grey's Anatomy                    | ABC                           |              |     |
| Henry Ian Cusick    | Desmond Hume          | Lost – Eltűntek                          | Lost                              | ABC                           |              |     |
| Michael J. Fox      | Daniel Post           | Boston Legal – Jogi játszmák             | Boston Legal                      | ABC                           |              |     |
| James Woods         | Dr. Nate Lennox       | Vészhelyzet                              | ER                                | NBC                           |              |     |
| 2007 59. gála       |                       |                                          |                                   |                               |              |     |
|                     | John Goodman          | Robert Bebe bíró                         | A színfalak mögött                | Studio 60 on the Sunset Strip | NBC          |     |
| Christian Clemenson | Jerry Espenson        | Boston Legal – Jogi játszmák             | Boston Legal                      | ABC                           |              |     |
| Tim Daly            | J.T. Dolan            | Maffiózók                                | The Sopranos                      | HBO                           |              |     |
| David Morse         | Michael Tritter       | Doktor House                             | House                             | Fox                           |              |     |
| Eli Wallach         | Eli Weintraub         | A színfalak mögött                       | Studio 60 on the Sunset Strip     | NBC                           |              |     |
| Forest Whitaker     | Curtis Ames           | Vészhelyzet                              | ER                                | NBC                           |              |     |
| 2008 60. gála       |                       |                                          |                                   |                               |              |     |
|                     | Glynn Turman          | Alex Prince Jr.                          | In Treatment – A terapeuta        | In Treatment                  | HBO          |     |
| Charles Durning     | John Gavin Sr.        | Ments meg!                               | Rescue Me                         | FX                            |              |     |
| Robert Morse        | Bert Cooper           | Mad Men – Reklámőrültek                  | Mad Men                           | AMC                           |              |     |
| Oliver Platt        | Freddie Prune         | Kés/Alatt                                | Nip/Tuck                          | FX                            |              |     |
| Stanley Tucci       | Dr. Kevin Moretti     | Vészhelyzet                              | ER                                | NBC                           |              |     |
| Robin Williams      | Merritt Rook          | Esküdt ellenségek: Különleges ügyosztály | Law & Order: Special Victims Unit | NBC                           |              |     |
| 2009 61. gála       |                       |                                          |                                   |                               |              |     |
|                     | Michael J. Fox        | Dwight                                   | Ments meg!                        | Rescue Me                     | FX           |     |
| Ed Asner            | Abraham Klein         | CSI: New York-i helyszínelők             | CSI: NY                           | CBS                           |              |     |
| Ernest Borgnine     | Paul Manning          | Vészhelyzet                              | ER                                | NBC                           |              |     |
| Ted Danson          | Arthur Frobisher      | A hatalom hálójában                      | Damages                           | FX                            |              |     |
| Jimmy Smits         | Miguel Prado          | Dexter                                   | Dexter                            | Showtime                      |              |     |

### 2010-es évek
| Év                | Színész                    | Színész                              | Szerep                      | Magyar cím          | Eredeti cím | Adó      |
| 2010 62. gála     |                            |                                      |                             |                     |             |          |
| ----------------- | -------------------------- | ------------------------------------ | --------------------------- | ------------------- | ----------- | -------- |
| 2010 62. gála     |                            | John Lithgow                         | Arthur Mitchell             | Dexter              | Dexter      | Showtime |
| 2010 62. gála     | Dylan Baker                | Colin Sweeney                        | A férjem védelmében         | The Good Wife       | CBS         |          |
| 2010 62. gála     | Alan Cumming               | Eli Gold                             | A férjem védelmében         | The Good Wife       | CBS         |          |
| 2010 62. gála     | Beau Bridges               | George Andrews                       | A főnök                     | The Closer          | TNT         |          |
| 2010 62. gála     | Ted Danson                 | Arthur Frobisher                     | A hatalom hálójában         | Damages             | FX          |          |
| 2010 62. gála     | Gregory Itzin              | Charles Logan                        | 24                          | 24                  | Fox         |          |
| 2010 62. gála     | Robert Morse               | Bert Cooper                          | Mad Men – Reklámőrültek     | Mad Men             | AMC         |          |
| 2011 63. gála     |                            |                                      |                             |                     |             |          |
|                   | Paul McCrane               | Josh Peyton                          |                             | Harry's Law         | NBC         |          |
| Beau Bridges      | Nicholas Brody             | Testvérek                            | Brothers & Sisters          | ABC                 |             |          |
| Jeremy Davies     | Dickie Bennett             | A törvény embere                     | Justified                   | FX                  |             |          |
| Bruce Dern        | Frank Harlow               | Hármastársak                         | Big Love                    | HBO                 |             |          |
| Michael J. Fox    | Louis Canning              | A férjem védelmében                  | The Good Wife               | CBS                 |             |          |
| Robert Morse      | Bert Cooper                | Mad Men – Reklámőrültek              | Mad Men                     | AMC                 |             |          |
| 2012 64. gála     |                            |                                      |                             |                     |             |          |
|                   | Jeremy Davies              | Dickie Bennett                       | A törvény embere            | Justified           | FX          |          |
| Dylan Baker       | Colin Sweeney              | A férjem védelmében                  | The Good Wife               | CBS                 |             |          |
| Michael J. Fox    | Louis Canning              | A férjem védelmében                  | The Good Wife               | CBS                 |             |          |
| Ben Feldman       | Michael Ginsberg           | Mad Men – Reklámőrültek              | Mad Men                     | AMC                 |             |          |
| Mark Margolis     | Héctor "Tio" Salamanca     | Breaking Bad – Totál szívás          | Breaking Bad                | AMC                 |             |          |
| Jason Ritter      | Mark St. Cyr               | Vásott szülők                        | Parenthood                  | NBC                 |             |          |
| 2013 65. gála     |                            |                                      |                             |                     |             |          |
|                   | Dan Bucatinsky             | James Novak                          | Botrány                     | Scandal             | ABC         |          |
| Michael J. Fox    | Louis Canning              | A férjem védelmében                  | The Good Wife               | CBS                 |             |          |
| Nathan Lane       | Clarke Hayden              | A férjem védelmében                  | The Good Wife               | CBS                 |             |          |
| Rupert Friend     | Peter Quinn                | Homeland – A belső ellenség          | Homeland                    | Showtime            |             |          |
| Harry Hamlin      | Jim Cutler                 | Mad Men – Reklámőrültek              | Mad Men                     | AMC                 |             |          |
| Robert Morse      | Bert Cooper                | Mad Men – Reklámőrültek              | Mad Men                     | AMC                 |             |          |
| 2014 66. gála     |                            |                                      |                             |                     |             |          |
|                   | Joe Morton                 | Rowan Pope                           | Botrány                     | Scandal             | ABC         |          |
| Dylan Baker       | Colin Sweeney              | A férjem védelmében                  | The Good Wife               | CBS                 |             |          |
| Beau Bridges      | Barton Scully              |                                      | Masters of Sex              | Showtime            |             |          |
| Reg E. Cathey     | Freddy Hayes               | Kártyavár                            | House of Cards              | Netflix             |             |          |
| Paul Giamatti     | Harold Levinson            | Downton Abbey                        | Downton Abbey               | PBS                 |             |          |
| Robert Morse      | Bert Cooper                | Mad Men – Reklámőrültek              | Mad Men                     | AMC                 |             |          |
| 2015 67. gála     |                            |                                      |                             |                     |             |          |
|                   | Reg E. Cathey              | Freddy Hayes                         | Kártyavár                   | House of Cards      | Netflix     |          |
| F. Murray Abraham | Dar Adal                   | Homeland – A belső ellenség          | Homeland                    | Showtime            |             |          |
| Alan Alda         | Alan Fitch                 | Feketelista                          | The Blacklist               | NBC                 |             |          |
| Beau Bridges      | Barton Scully              |                                      | Masters of Sex              | Showtime            |             |          |
| Michael J. Fox    | Louis Canning              | A férjem védelmében                  | The Good Wife               | CBS                 |             |          |
| Pablo Schreiber   | George "Pornstache" Mendez | Narancs az új fekete                 | Orange Is the New Black     | Netflix             |             |          |
| 2016 68. gála     |                            |                                      |                             |                     |             |          |
|                   | Hank Azaria                | Ed Cochran                           | Ray Donovan                 | Ray Donovan         | Showtime    |          |
| Mahershala Ali    | Remy Danton                | Kártyavár                            | House of Cards              | Netflix             |             |          |
| Reg E. Cathey     | Freddy Hayes               | Kártyavár                            | House of Cards              | Netflix             |             |          |
| Paul Sparks       | Thomas Yates               | Kártyavár                            | House of Cards              | Netflix             |             |          |
| Michael J. Fox    | Louis Canning              | A férjem védelmében                  | The Good Wife               | CBS                 |             |          |
| Max von Sydow     | Háromszemű holló           | Trónok harca: Az ajtó                | Game of Thrones: The Door   | HBO                 |             |          |
| 2017 69. gála     |                            |                                      |                             |                     |             |          |
|                   | Gerald McRaney             | Dr. Nathan Katowski                  | Rólunk szól                 | This Is Us          | NBC         |          |
| Hank Azaria       | Ed Cochran                 | Ray Donovan                          | Ray Donovan                 | Showtime            |             |          |
| Brian Tyree Henry | Ricky                      | Rólunk szól                          | This Is Us                  | NBC                 |             |          |
| Denis O'Hare      | Jessie                     | Rólunk szól                          | This Is Us                  | NBC                 |             |          |
| Ben Mendelsohn    | Danny Rayburn              | Bloodline – A vérvonal árnyai        | Bloodline                   | Netflix             |             |          |
| BD Wong           | Whiterose                  | Mr. Robot                            | Mr. Robot                   | USA                 |             |          |
| 2018 70. gála     |                            |                                      |                             |                     |             |          |
|                   | Ron Cephas Jones           | William Hill                         | Rólunk szól                 | This Is Us          | NBC         |          |
| F. Murray Abraham | Dar Adal                   | Homeland – A belső ellenség          | Homeland                    | Showtime            |             |          |
| Cameron Britton   | Ed Kemper                  | Mindhunter – Mit rejt a gyilkos agya | Mindhunter                  | Netflix             |             |          |
| Matthew Goode     | Antony Armstrong-Jones     | A Korona                             | The Crown                   | Netflix             |             |          |
| Gerald McRaney    | Dr. Nathan Katowski        | Rólunk szól                          | This Is Us                  | NBC                 |             |          |
| Jimmi Simpson     | William                    | Westworld                            | Westworld                   | HBO                 |             |          |
| 2019 71. gála     |                            |                                      |                             |                     |             |          |
|                   | Bradley Whitford           | Joseph Lawrence                      | A szolgálólány meséje       | The Handmaid's Tale | Hulu        |          |
| Michael Angarano  | Nick Pearson               | Rólunk szól                          | This Is Us                  | NBC                 |             |          |
| Ron Cephas Jones  | William Hill               | Rólunk szól                          | This Is Us                  | NBC                 |             |          |
| Michael McKean    | Chuck McGill               | Better Call Saul                     | Better Call Saul            | AMC                 |             |          |
| Kumail Nanjiani   | Samir Wassan               |                                      | The Twilight Zone           | CBS All Access      |             |          |
| Glynn Turman      | Nate Lahey, Sr.            | Hogyan ússzunk meg egy gyilkosságot? | How to Get Away with Murder | ABC                 |             |          |

### 2020-as évek
| Év                  | Színész                         | Színész                                            | Szerep                                       | Magyar cím                | Eredeti cím | Adó |
| 2020 72. gála       |                                 |                                                    |                                              |                           |             |     |
| ------------------- | ------------------------------- | -------------------------------------------------- | -------------------------------------------- | ------------------------- | ----------- | --- |
| 2020 72. gála       |                                 | Ron Cephas Jones                                   | William Hill                                 | Rólunk szól               | This Is Us  | NBC |
| 2020 72. gála       | Jason Bateman                   | Terry Maitland                                     | A kívülálló                                  | The Outsider              | HBO         |     |
| 2020 72. gála       | James Cromwell                  | Ewan Roy                                           | Utódlás                                      | Succession                | HBO         |     |
| 2020 72. gála       | Giancarlo Esposito              | Moff Gideon                                        | A Mandalóri                                  | The Mandalorian           | Disney+     |     |
| 2020 72. gála       | Andrew Scott                    | Chris Gillhaney                                    | Fekete tükör: Smithereen                     | Black Mirror: Smithereens | Netflix     |     |
| 2020 72. gála       | Martin Short                    | Dick Lundy                                         | The Morning Show                             | The Morning Show          | Apple TV+   |     |
| 2021 73. gála       |                                 |                                                    |                                              |                           |             |     |
|                     | Courtney B. Vance               | George Freeman                                     | Lovecraft Country                            | Lovecraft Country         | HBO         |     |
| Don Cheadle         | James Rhodes                    | A Sólyom és a Tél Katonája                         | The Falcon and the Winter Soldier            | Disney+                   |             |     |
| Charles Dance       | Lajos Ferenc battenbergi herceg | A Korona                                           | The Crown                                    | Netflix                   |             |     |
| Timothy Olyphant    | Cobb Vanth                      | A Mandalóri                                        | The Mandalorian                              | Disney+                   |             |     |
| Carl Weathers       | Greef Karga                     | A Mandalóri                                        | The Mandalorian                              | Disney+                   |             |     |
| 2022 74. gála       |                                 |                                                    |                                              |                           |             |     |
|                     | Colman Domingo                  | Ali Muhammed                                       | Eufória                                      | Euphoria                  | HBO         |     |
| Adrien Brody        | Josh Aaronson                   | Utódlás                                            | Succession                                   | HBO                       |             |     |
| James Cromwell      | Ewan Roy                        | Utódlás                                            | Succession                                   | HBO                       |             |     |
| Arian Moayed        | Stewy Hosseini                  | Utódlás                                            | Succession                                   | HBO                       |             |     |
| Alexander Skarsgård | Lukas Matsson                   | Utódlás                                            | Succession                                   | HBO                       |             |     |
| Tom Pelphrey        | Ben Davis                       | Ozark                                              | Ozark                                        | Netflix                   |             |     |
| 2023 75. gála       |                                 |                                                    |                                              |                           |             |     |
|                     | Nick Offerman                   | Bill                                               | The Last of Us                               | The Last of Us            | HBO         |     |
| Murray Bartlett     | Frank                           | The Last of Us                                     | The Last of Us                               | HBO                       |             |     |
| Lamar Johnson       | Henry Burrell                   | The Last of Us                                     | The Last of Us                               | HBO                       |             |     |
| Keivonn Woodard     | Sam Burrell                     | The Last of Us                                     | The Last of Us                               | HBO                       |             |     |
| James Cromwell      | Ewan Roy                        | Utódlás                                            | Succession                                   | HBO                       |             |     |
| Arian Moayed        | Stewy Hosseini                  | Utódlás                                            | Succession                                   | HBO                       |             |     |
| 2024 76. gála       |                                 |                                                    |                                              |                           |             |     |
|                     | Nestor Carbonell                | Vasco Rodrigues                                    | A sógun                                      | Shōgun                    | FX          |     |
| Paul Dano           | Harris Materbach                | Mr. & Mrs. Smith                                   | Mr. & Mrs. Smith                             | Prime Video               |             |     |
| John Turturro       | Eric Shane                      | Mr. & Mrs. Smith                                   | Mr. & Mrs. Smith                             | Prime Video               |             |     |
| Tracy Letts         | Jack McKinney                   | Győzelmi sorozat: A Lakers dinasztia felemelkedése | Winning Time: The Rise of the Lakers Dynasty | HBO                       |             |     |
| Jonathan Pryce      | David Cartwright                | Utolsó befutók                                     | Slow Horses                                  | Apple TV+                 |             |     |

## Fordítás
- Ez a szócikk részben vagy egészben  a   Primetime Emmy Award for Outstanding Guest Actor in a Drama Series című angol Wikipédia-szócikk ezen változatának fordításán alapul.  Az eredeti cikk szerkesztőit annak laptörténete sorolja fel. Ez a jelzés csupán a megfogalmazás eredetét és a szerzői jogokat jelzi, nem szolgál a cikkben szereplő információk forrásmegjelöléseként.